# Comuna Dertka, Izeaslav
Dertka (în ucraineană Дертка) este o comună în raionul Izeaslav, regiunea Hmelnîțkîi, Ucraina, formată din satele Dertka (reședința), Lisna, Mîhailivka, Novosilka și Sîvir.

## Demografie
Componența lingvistică a comunei Dertka
     Ucraineană (100%)
Conform recensământului din 2001, toată populația comunei Dertka era vorbitoare de ucraineană (100%).